# Monkoto
Monkoto est une localité, chef-lieu de territoire de la province de Tshuapa en république démocratique du Congo.

## Géographie
Elle est située sur la route RS315 à 215 km au sud du chef-lieu provincial Boende.

## Administration
Chef-lieu de territoire de 5 131 électeurs recensés en 2018, la localité a le statut de commune rurale de moins de 80 000 électeurs, elle compte 7 conseillers municipaux en 2019.

## Population
Le recensement de la population date de 1984,.
| 1984 | 2004  | 2012  |
| ---- | ----- | ----- |
| -    | 7 468 | 9 001 |